# Суш (Тыва)
Суш (тув. Суш) — село в Пий-Хемском кожууне Республики Тыва. Административный центр и единственный населённый пункт Сушского сумона. Население селения 538 чел.(2007), 490 (2015).

## География
Село находится у р. Уюк, в Турано-Уюкской котловине. Относится к районам Крайнего Севера.
Уличная сеть
Почтовый пер., ул. Зелёная, ул. Новая, ул. Октябрьская
Географическое положение
Расстояние до:
районного центра Туран: 19 км.
областного центра Кызыл: 43 км.
Ближайшие населенные пункты
Уюк 9 км, Туран 19 км, Ленинка 21 км, Сесерлиг (Германовка) 21 км, Кара-Хаак 28 км, Билелиг 30 км

## Население
| 2002 | 2010 | 2011 | 2012 | 2013 | 2014 | 2015 |
| ---- | ---- | ---- | ---- | ---- | ---- | ---- |
| 508  | ↘494 | ↗496 | ↗497 | ↘489 | ↗490 | →490 |
| 2016 | 2017 | 2018 | 2019 | 2020 | 2021 |      |
| ↗502 | ↗508 | ↗516 | ↗530 | ↘527 | ↗602 |      |

## Инфраструктура
отделение почтовой связи села Суш
Администрация села Суш
Администрация Сушского сумона

## Транспорт
Подъезд к федеральной автомагистрали Р257 «Енисей».